# آرثر ماركس (مخرج)
آرثر ماركس (بالإنجليزية: Arthur Marks)‏ هو منتج ومخرج أمريكي، ولد في 2 أغسطس 1927 في لوس أنجلوس في الولايات المتحدة.

## وصلات خارجية
- آرثر ماركس على موقع IMDb (الإنجليزية)
- آرثر ماركس على موقع ألو سيني (الفرنسية)
- آرثر ماركس على موقع أول موفي (الإنجليزية)
- آرثر ماركس على موقع قاعدة بيانات الأفلام السويدية (السويدية)
- آرثر ماركس على موقع قاعدة بيانات الفيلم (الإنجليزية)
- آرثر ماركس على موقع كينوبويسك (الروسية)